# Lins Challenger 1988
Il Lins Challenger 1988 è stato un torneo di tennis facente parte della categoria ATP Challenger Series nell'ambito dell'ATP Challenger Series 1988. Il torneo si è giocato a Lins in Brasile dal 1 al 7 agosto 1988 su campi in terra rossa.

## Vincitori

### Singolare
Danilo Marcelino ha battuto in finale  Fernando Roese con il punteggio di 6–3, 6–3

### Doppio
Givaldo Barbosa /  Ricardo Camargo hanno battuto in finale  Marcelo Hennemann /  Edvaldo Oliveira con il punteggio di 6–1, 3–6, 6–3